# Spermina
Spermina – organiczny związek chemiczny z grupy poliamin. Związek ten bierze udział w metabolizmie wszystkich komórek organizmów eukariotycznych.
Powstaje ze spermidyny. Można ją odnaleźć w szerokiej gamie tkanek i organizmów, jest także niezbędnym czynnikiem wzrostowym dla niektórych bakterii. Występuje w formie polikationowej we wszystkich wartościach pH.
Spermina jest powiązana z kwasami nukleinowymi i uważa się, że stabilizuje ich strukturę helikalną, szczególnie u wirusów. Wchodzi w skład m.in. nasienia, któremu razem z kadaweryną, putrescyną i spermidyną nadaje charakterystyczny smak i zapach, natomiast ich fizjologicznym zadaniem jest ochrona DNA plemników przed kwaśnym środowiskiem pochwy, które mogłoby spowodować jego denaturację.
Kryształy fosforanu sperminy zostały po raz pierwszy opisane przez Antoniego van Leeuvenhoeka w 1678 roku.
Do innych właściwości sperminy należą:
- wywieranie troficznego efektu na błonę śluzową żołądka
- działanie przeciwzapalne
- jest endogennym agonistą miejsca modulującego receptorów NMDA.